# Dimitrije Ljotić
Dimitrije Ljotić, (srbsky Димитрије Љотић; 12. srpna 1891, Bělehrad – 23. dubna 1945, Ajdovščina) byl srbský profašistický politik aktivní v době meziválečné a během druhé světové války. Také byl ministrem jugoslávské vlády, zastával rezort ministra spravedlnosti.
Již před válkou se zařadil do skupiny znepokojenců, kteří považovali politické zřízení státu za nefunkční. Byl sice členem radikálů, ale budoval i svoji vlastní organizaci – ZBOR, která stála víceméně na ideových základech tehdejších fašistických organizací západní Evropy. Její členové byli za integrální jugoslávství, proti sionismu, proti komunismu a vyznávali pravoslavné hodnoty. Několikrát kandidovalo uskupení ve volbách, avšak vždy utrpělo drtivou porážku.
Když došlo v dubnu 1941 k rychlému vojenskému obsazení Jugoslávie Německem, začal spolupracovat s okupační silou. Bylo mu nabídnuto místo v tzv. Radu komisařů, což byl zárodek kolaborantské vlády, ale odmítl jej. Později naopak stanul v čele tzv. srbských dobrovolnických sborů, které kolaborovaly s nacistickými okupačními vojsky. Ljotićovým cílem bylo tyto jednotky povýšit ke statutu SS divizí. Ljotić si držel v okupovaném srbsku významnou pozici a ovlivňoval celou vládu svého bratrance Nediće.
Ljotić se stejně jako řada dalších osob bojujících proti komunistům pokoušel na závěr války hledat útočiště ve Slovinsku. V dubnu 1945 zahynul při dopravní nehodě poblíž města Ajdovščina.